# 赫鲁曾卡河
赫魯曾卡河（烏克蘭語：Грузенька），是烏克蘭的河流，位於該國東南部，流經扎波羅熱州，屬於赫魯兹卡河的左支流，發源自泰爾諾韋以南，河道全長14.5公里，流域面積47平方公里。